# Bauer Watertechnology Cup 2013
Il Bauer Watertechnology Cup 2013 è stato un torneo di tennis facente parte della categoria ATP Challenger Tour nell'ambito dell'ATP Challenger Tour 2013. È stata la 17ª edizione del torneo che si è giocato a Eckental in Germania dal 28 ottobre al 3 novembre 2013 su campi in sintetico indoor e aveva un montepremi di 30 000 $+H.

## Partecipanti singolare

### Teste di serie
| Nazionalità | Giocatore            | Ranking* | Testa di serie |
| ----------- | -------------------- | -------- | -------------- |
| Germania    | Benjamin Becker      | 72       | 1              |
| Ucraina     | Oleksandr Nedovjesov | 121      | 2              |
| Italia      | Matteo Viola         | 129      | 3              |
| Canada      | Frank Dancevic       | 132      | 4              |
| Germania    | Dustin Brown         | 134      | 5              |
| Lituania    | Ričardas Berankis    | 135      | 6              |
| Belgio      | Ruben Bemelmans      | 154      | 7              |
| Germania    | Andreas Beck         | 190      | 8              |

- Ranking al ottobre 2013.

### Altri partecipanti
Giocatori che hanno ricevuto una wild card:
- Kevin Krawietz
- Robin Kern
- Maximilian Marterer
- Hannes Wagner

Giocatori che sono passati dalle qualificazioni:
- Piotr Gadomski
- Levente Gödry
- Mateusz Kowalczyk
- Filip Veger

## Vincitori

### Singolare
Benjamin Becker ha battuto in finale  Ruben Bemelmans con il punteggio di 2–6, 7–6(3), 6–4.

### Doppio
Dustin Brown /  Philipp Marx hanno battuto in finale  Piotr Gadomski /  Mateusz Kowalczyk con il punteggio di 7–6(4), 6–2.